# Crematogaster hespera
Crematogaster hespera es una especie de hormiga acróbata del género Crematogaster, familia Formicidae. Fue descrita científicamente por Buren en 1968.
Se distribuye por América del Norte, en México y el oeste de los Estados Unidos. Se ha encontrado a elevaciones que van desde los 5 hasta los 1738 metros de altura.
Habita principalmente en bosques ribereños, en pastizales abiertos, cerca de arroyos, en matorrales y bosques restaurados de Salix y Populus, además en Cupressus. También frecuenta diversos microhábitats como piedras, vegetación baja, debajo de la corteza de pino blanco, en troncos podridos, hojarasca y en ramas muertas de Sambucus.